# Мухаммад аль-Туджибі
Абу Ях'я Мухаммад ібн Абдаррахман аль-Туджибі (*д/н — 925) — військовий діяч часів Кордовського емірату, валі (намісник) Сарагоси у 890—925 роках. Заклав основи політичної потуги свого роду. Мав прізвисько аль-Анкар («Одноокий»).

## Життєпис
Походив з арбо-берберського роду Туджибідів. Третій син Абдаррахмана ібн Абд аль-Азіза, володаря Калатаюда. Разом з батьком і братами аль-Мунзіром і Абд аль-Азізом виступив проти Ахмада іб аль-Барри, валі Сарагоси, проте зазнав поразки. У війні загинув брат Абд аль-Азіз.
У 890 році разом з батьком Абдаррахмана отримав листа від кордовського еміра Абдаллаха з наказом вбити валі Сарагоси. Невдовзі завдяки підступу це було зроблено, а Мухаммад став новим валі. Того ж року помер його батько.
У 898 році проти нього виступив Мухаммад I ібн Лубб з клану Бану Касі, але загинув у сутичці під Сарагосою. Але війну продовжив син Лубб II ібн Мухаммад, валі Леріди і Тудели. війна з ним тривала до 907 року.
Слідом за цим почав війну проти клану Бану тавіл, що володів Уескою. У 919 році захопив міста Рода-де-Ізабена та Монсон. Проте останній 920 року відвоювала коаліція в складі Санчо I, Бернарда I, графа Рібагорси, Амра ібн-Мухаммадом, валі Уески. В результаті Туджибі втратив всю область Нахеру.
921 року захопив замок Саламік, потім переміг свого небожа Мутаріффа аль-Мунзіра, володаря Калатаюда. 924 році скориставшись поразкою Мухаммада III ібн Лубба захопив Туделу, яку передав емірові Абд Ар-Рахману III. У 924 році брав участь у поході останнього проти королівство Наварра. На дяку емір передав Туделу онукові Мухаммада аль-Туджибі — Мухаммаду ібн Хашіму. Помер аль-Туджибі у січні 925 року. Посаду валі Сарагоси успадкував його син Хашім.